# Euphoria (profumo)
(Slogan pubblicitario)
Euphoria è una fragranza femminile lanciata sul mercato dalla fashion house statunitense Calvin Klein nel 2005.

## Fragranza

### Euphoria
Ispirato dalla libertà di vivere i propri sogni, Euphoria è una fragranza esotica e sensuale, creata dal trio di nasi formato da Carlos Benaim, Loc Dong, Dominique Ropion, e sintetizzata dalla IFF. La fragranza esordisce con le note fruttate del caco e del melograno, proseguendo con le note fiorite orientali del loto e dell'orchidea nera, concludendosi con note legnose e persistenti di mogano e ambra.

### Euphoria Man
Creata nel 2006, Euphoria men è una fragranza aromatica dai sentori rétro ed esotici, che mantiene la filosofia della versione femminile di libertà e di desiderio. Come testimonial per la campagna pubblicitaria del profumo, è stato scelto il modello canadese Andrew Stetson.

## Packaging
Disegnato da Calvin Klein in collaborazione con il designer francese Fabien Baron, il flacone in metallo cromato e vetro color orchidea evoca tramite linee pure, un'orchidea stilizzata.
La versione maschile è molto semplice e lineare: un parallelepipedo di vetro, dagli angoli curcvati; una lamina metallica che riprende il flacone femminile, borda lateralmente il cubo, fino a collegarsi all'apice con il tappo metallico.

## Edizioni
La fragranza originale è stata affiancata nel tempo da edizioni speciali.
- Euphoria Blossom (2006), una versione più soft e agrumatica grazie all'aggiunta di kumquat, peonia rosa, muschio ghiacciato e ambra bianca. Questa maggior morbidezza dei toni si riflette anche nel flacone in vetro rosa opacizzato.
- Euphoria Crystal edition
- Euphoria Crystalline
- Euphoria Spring Temptation
- Euphoria Men Intense
- Euphoria Luminous Lustre

## Riconoscimenti
Euphoria è stato insignito del riconoscimento FiFi Award di "profumo femminile di lusso dell'anno" nel 2005.